# Wahlkreis Toggenburg
Wahlkreis Toggenburg är en av de åtta valkretsarna i kantonen Sankt Gallen i Schweiz. Valkretsarna i Sankt Gallen har ingen administrativ funktion, men används för statistiska ändamål. De kan jämföras med distrikten i andra schweiziska kantoner.
Valkretsen omfattar ungefär samma område som det historiska landskapet Toggenburg.

## Indelning
Valkretsen består av tio kommuner:
| Vapen                   | Kommun                  | Invånare 2023-12-31 | Yta i km² |
| ----------------------- | ----------------------- | ------------------- | --------- |
| Bütschwil-Ganterschwil  | Bütschwil-Ganterschwil  | 5 202               | 21,80     |
| Ebnat-Kappel            | Ebnat-Kappel            | 5 092               | 43,57     |
| Kirchberg               | Kirchberg               | 9 755               | 42,59     |
| Lichtensteig            | Lichtensteig            | 2 079               | 2,82      |
| Lütisburg               | Lütisburg               | 1 645               | 14,09     |
| Mosnang                 | Mosnang                 | 2 969               | 50,46     |
| Neckertal               | Neckertal               | 6 437               | 81,84     |
| Nesslau                 | Nesslau                 | 3 833               | 98,87     |
| Wattwil                 | Wattwil                 | 9 161               | 51,25     |
| Wildhaus-Alt St. Johann | Wildhaus-Alt St. Johann | 2 618               | 87,53     |

Samtliga kommuner i valkretsen är tyskspråkiga.